# Ruggiero Giovanelli
Ruggiero Giovanelli, także Giovannelli (ur. ok. 1560 w Velletri, zm. 7 stycznia 1625 w Rzymie) – włoski kompozytor.

## Życiorys
Przypuszczalnie był uczniem Palestriny. Działał jako kapelmistrz w Rzymie w kościele San Luigi dei Francesi (1583–1591), Collegium Germanicum (1591–1594), prywatnym zespole Giovanniego Angelo d’Altemps, a od 1594 do 1599 roku w bazylice św. Piotra. Od 1584 roku członek Virtuosa Compagnia dei musici di Roma. W 1595 roku otrzymał święcenia kapłańskie. W latach 1599–1600 i ponownie od 1607 roku działał jako śpiewak w Kaplicy Sykstyńskiej, między 1614 a 1624 rokiem był kapelmistrzem jej chóru. Od 1600 do 1605 roku związany był z dworem kardynała Pietro Aldobrandiniego.

## Twórczość
Wydał dwa zbiory motetów (1593, 1604), 6 zbiorów madrygałów (1585–1606), ponadto był autorem licznych utworów religijnych, w tym 5 mszy. Brał udział w pracach nad reformą chorału w duchu postanowień soboru trydenckiego. Madrygały Giovanelliego są zróżnicowane w swojej formie, od 4-głosowych utworów w typie canzonetty po kompozycje quasi-dramatyczne. Jego twórczość religijna utrzymana jest głównie w konserwatywnej stylistyce bliskiej szkole rzymskiej, w niektórych kompozycjach wykorzystywał jednak elementy techniki polichóralnej i koncertującej.